# Gounou Gaya
Gounou Gaya este un oraș din Ciad.

## Personalități născute aici
- Nassour Guelendouksia Ouaido⁠(d) (n. 1947), fost prim-ministru al Ciadului;
- Allamaye Halina (n. 1967), politician;
- Abdel Kader Baba-Laddé⁠(d) (n. 1970), președinte al Frontului Popular al Salvării⁠(d).